# Museu da Música

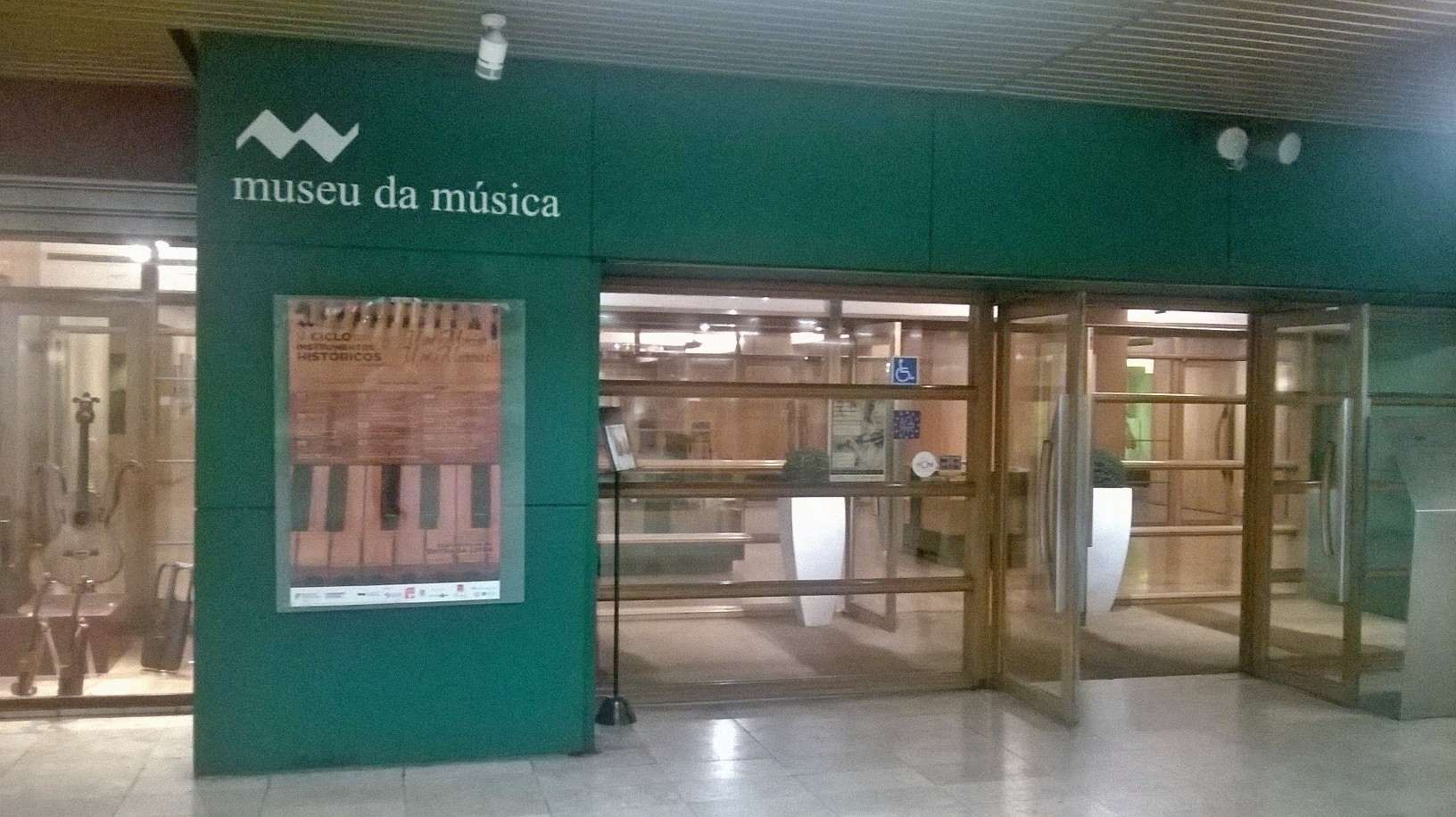
Główne wejście do muzeum na stacji metra Alto dos Moinhos

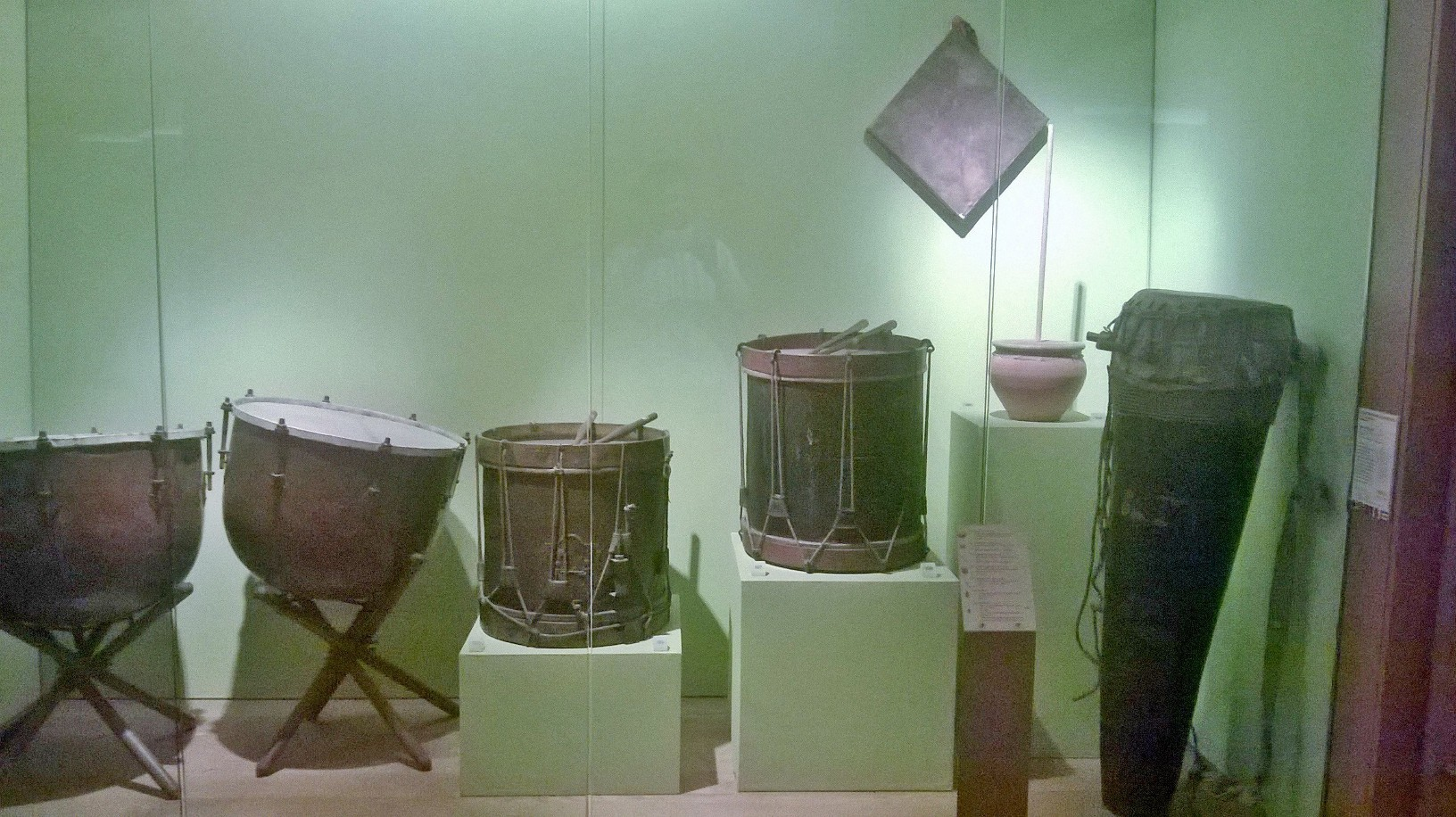
Gablota z bębnami

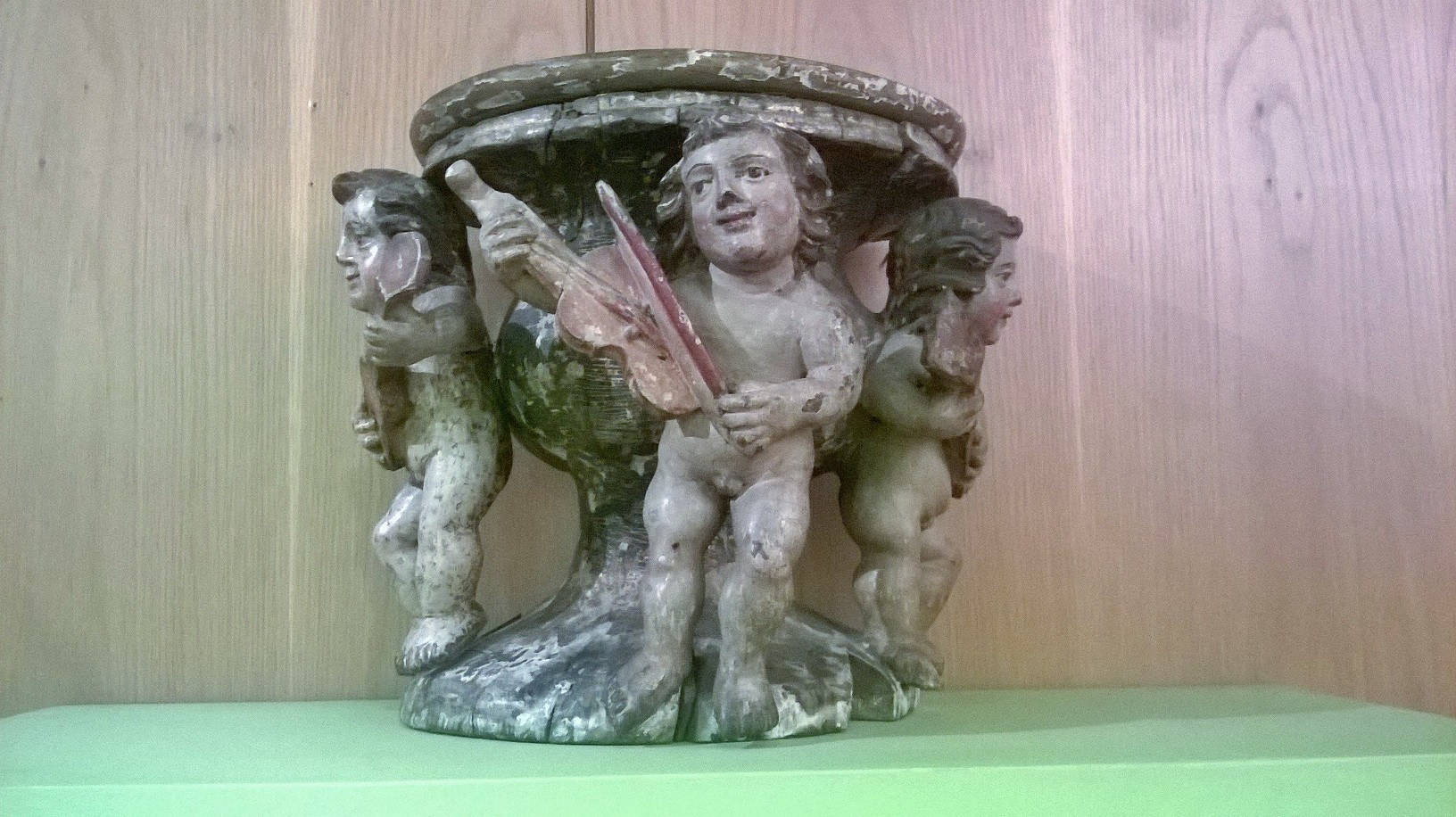
Figurki aniołów grających na instrumentach muzycznych

Museu da Música – muzeum w Lizbonie, w Portugalii, poświęcone przede wszystkim instrumentom muzycznym. Wśród swoich eksponatów ma wiolonczelę Stradivarius z 1725, używaną przez króla Portugalii Ludwika I Bragança, panującego w latach 1861-1889.
W pobliżu muzeum znajduje się stacja metra Alto dos Moinhos.